# Backomyia limpidipennis
Backomyia limpidipennis là một loài ruồi trong họ Asilidae. Backomyia limpidipennis được Wilcox miêu tả năm 1936. Loài này phân bố ở vùng Tân Bắc giới.